# Bolton Wanderers FC
Bolton Wanderers F.C. is een Engelse voetbalclub uit Bolton, die vanaf de zomer van 2021 uitkomt in de League One, het derde voetbalniveau van Engeland. De club is opgericht in 1874. In 1888 was het een van de twaalf (en een van de zes uit Lancashire) oprichters van de Engelse Football League.
Bolton heeft 73 seizoenen op het hoogste niveau gespeeld, zonder kampioen te worden, een record. Ze werden drie keer derde: in 1892, 1921 en 1925.
De thuishaven van de club is sinds 1997 het Macron Stadium, voorheen (Reebok Stadium) in Horwich. Daarvoor speelde The Trotters in Burnden Park in Bolton, waar op 9 maart 1946 33 Bolton fans om het leven kwamen door overbezetting, wat leidde tot een stampede.
In 2012 eindigde de club op een achttiende plaats en degradeerde uit de Premier League, na elf achtereenvolgende seizoenen op het hoogste niveau te hebben gespeeld. Sindsdien heeft Bolton last van zware financiële problemen, ontstaan uit hun tijd in de Premier League, toen de club te dure spelers onder contract had staan.

## Geschiedenis

### Vroege geschiedenis (1877-1929)
De club werd in 1874 opgericht door dominee Thomas Ogden, het schoolhoofd van Christ Church, als Christ Church FC. Het was aanvankelijk geregeld vanuit de kerk met dezelfde naam in Egerton, maar na een geschil met de dominee werd de samenwerking stopgezet. De club veranderde haar naam naar Bolton Wanderers in 1877. De club had veel moeite om een permanent speelterrein te vinden en heeft in de eerste vier jaar van haar bestaan op drie verschillende locaties gespeeld.
In de FA Cup 1887-88 speelde Bolton Wanderers op 15 oktober 1887 in de eerste ronde tegen Everton FC. Welsh international Bob Roberts scoorde het enige doelpunt van de wedstrijd, maar het resultaat werd ongeldig verklaard want Bolton had een niet gerechtigde speler opgesteld, zijnde Robert Struthers. De match moest opnieuw gespeeld worden en er volgden twee gelijke spelen. De vierde wedstrijd werd uiteindelijk met 2-1 gewonnen door Everton. Maar nu werd Everton gediskwalificeerd omdat ze twee professionele spelers hadden opgesteld die als amateurs waren geregistreerd. Bolton won aldus de wedstrijd en werd in de tweede ronde met 9-1 verslagen door Preston North End.
Bolton was een van de twaalf oprichters van de Football League in 1888 en heeft sindsdien het grootste deel van haar tijd in de hoogste klassen gespendeerd.
In 1894 haalde Bolton voor de eerste keer de finale van de FA Cup, maar er werd met 4-1 verloren van Notts County in Goodison Park. Tien jaar later werd opnieuw de finale gehaald. Op 23 april 1904 verloor Bolton de finale met 1-0 van lokale rivalen Manchester City. Op 28 april 1923 won de club de FA Cup, nadat West Ham United met 2-0 werd verslagen in Wembley. Het was de eerste keer dat de finale in Wembley werd gehouden. Deze wedstrijd, ook wel The White Horse Finael genoemd, werd bijgewoond door 127.000 supporters. Boltons centrumspits, David Jack, scoorde het eerste doelpunt ooit in het Wembley Stadion. Ook in 1926 en 1929 won Bolton de FA Cup, nadat ze respectievelijk Manchester City en Portsmouth hadden verslagen.

### Hoogtepunt (1929-1958)
Van 1935 tot 1964 verbleef Bolton in de hoogste afdeling en de mooiste resultaten werden in de jaren vijftig behaald. Deze periode wordt door de supporters als een gouden tijdperk beschouwd. Gedurende de Tweede Wereldoorlog waren de meeste spelers actief op het oorlogsfront, wat zeer zeldzaam was bij topsporters en voetballers. De meeste topsporters zetten hun trainingsactiviteiten verder, ver uit de buurt van het vijandelijke vuur. Minstens vijftien professionele voetballers van Bolton gingen, onder leiding van hun kapitein Harry Goslin, in dienst in 1939. Ze werden ingelijfd in het 53ste Bolton Artillerie Regiment. Tegen het einde van de oorlog waren 32 van de 35 professionele Boltonspelers actief geweest in het Britse leger. De enige die het niet heeft overleefd was Goslin, die opgeklommen was tot luitenant en werd gedood door granaatscherven aan het Italiaanse front, kort voor Kerstmis 1943. Het 53ste Bolton Artillerie Regiment nam deel aan de slag bij Duinkerken en was actief in Egypte, Irak en Italië. Opmerkelijk is dat een aantal van deze soldaten er is in geslaagd om verder te voetballen tijdens de oorlog in de zogenaamde British XI teams. In 1953 speelde Bolton een van de meest merkwaardige FA Cup finales uit de geschiedenis. De zogeheten Stanley Matthews finale van 1953 waarin Bolton verloor van Blackpool met 4-3, nadat het 1-3 voor had gestaan. Blackpool won dankzij de kunde van Matthews en de goals van Stan Mortensen.
In 1958 behaalde Bolton Wanderers haar laatste grote succes met de winst in de FA Cup finale. Het won met 2-0 van Manchester United, na twee goals van Nat Lofthouse. De finale werd gespeeld in het Wembley Stadion, in het bijzijn van 100.000 toeschouwers. De laatste keer dat ze heel dicht bij het winnen van een trofee waren, was in 1995 en in 2004, waarbij ze de finale van de League Cup tweemaal verloren.

### Veel dieptepunten, weinig hoogtepunten (1958-1995)
Bolton degradeerde in 1964 uit de hoogste klasse en kon er pas in 1978 opnieuw aantreden. Na twee seizoenen degradeerde de club echter terug en er werd een nieuwe periode van verval ingeleid.
Na de degradatie in 1980 kon de club aanvaller Brian Kidd van Everton aantrekken voor £ 150.000. Met Kidd, die met Manchester United de Europa Cup had gewonnen, hoopte Bolton zo snel mogelijk terug te promoveren. In zijn derde wedstrijd voor Bolton scoorde Kidd een hattrick in de 4-0-overwinning tegen Newcastle United. Maar Bolton slaagde er dat seizoen niet in om de promotie af te dwingen. Trainer Stan Anderson werd ontslagen aan het einde van het seizoen en vervangen door George Mulhall. Ook in het seizoen 1981-82 was promotie ver weg en Bolton verloor enkele belangrijke spelers, waaronder Peter Reid en Neil Whatmore. Er waren toen geruchten dat de Braziliaanse legende Pelé zou worden aangesteld om de taak van George Mulhall over te nemen, maar het werk ging naar John McGovern, die speler-trainer werd.
De benoeming van McGovern was echter niet het keerpunt waarop iedereen in Burnden Park had gehoopt en in 1983 degradeerde Bolton naar de derde klasse nadat op de laatste speeldag met 4-1 werd verloren van Charlton Athletic.
McGovern bleef trainer in het daaropvolgende seizoen en het leek er op dat Bolton met een ploeg jonge spelers de promotie zou kunnen afdwingen. De 8-1-overwinning tegen Walsall FC dat seizoen was de grootste competitieoverwinning in vijftig jaar. Toch slaagde Bolton er niet in om te promoveren. McGovern werd vervangen door Charlie Wright, die aanbleef tot december 1985.
Op het einde van het seizoen 1986-87 stond Bolton op een degradatieplaats en degradeerde het naar de vierde klasse. Het bestuur behield het vertrouwen in manager Phil Neal (benoemd in december 1985) en al na één seizoen kon de ploeg promoveren naar de derde klasse. Het beslissende doelpunt werd gescoord door Robbie Savage in een spannende 1-0-overwinning tegen Wrexham FC. Wrexham had een penaly gemist in de openingsfase en beide teams lieten heel wat kansen onbenut. Tijdens het bewind van manager Neal werd Nat Lofthouse benoemd tot voorzitter voor het leven. In 1989 won Bolton de Football League Trophy onder leiding van Neal, die tot de zomer van 1992 manager bleef. Hij maakte toen plaats voor Bruce Rioch, die een paar jaar eerder twee opeenvolgende promoties had verwezenlijkt met Middlesbrough FC. In het seizoen 1990-91 verloor Bolton de finale van de play-offs tegen Tranmere Rovers en het laatste seizoen (1991-92) onder Neal werd afgesloten op een teleurstellende dertiende plaats.
In de beginjaren onder Rioch boekte Bolton enkele successen in beker competities. In 1993 versloeg het in de FA Cup Liverpool met 0-2 in de replay in de derde ronde. De doelpunten werden gescoord door John McGinlay en Andy Walker. In de daaropvolgende ronde versloeg het Wolverhampton Wanderers met 0-2. Bolton werd in de volgende ronde uitgeschakeld door Derby County (3-1). In 1993 promoveerde Bolton naar de tweede klasse. In 1994 versloeg het in een replay in de vierde ronde de van de FA Cup, de FA Cup-titelhouder Arsenal met 3-1. Bolton stootte door tot de kwartfinale en verloor met 0-1 van Oldham Athletic. Dat seizoen had het in eerdere rondes ook Everton (3-2) en Aston Villa (1-0) verslagen.

### Colin Todd periode (1995-1999)
Onder Rioch kon Bolton in 1995 promoveren naar de Premier League, dankzij een overwinning op Reading in de finale van de play-offs. Rioch leidde Bolton ook naar de finale van de League Cup in 1995, waarin met 2-1 werd verloren van Liverpool. Voor Bolton scoorde Alan Thompson, voor Liverpool trof Steve McManaman tweemaal doel. Na deze successen verliet Rioch de club en ging aan de slag bij Arsenal. Hij werd vervangen door Roy McFarland en Riochs assistent Colin Todd. Bolton stond gedurende het seizoen 1995-96 bijna de gehele competitie onderaan in het klassement en McFarland werd ontslagen op nieuwjaarsdag 1996. Hij werd vervangen door Colin Todd. Todd was niet in staat om Bolton te redden en de club was zeker van degradatie na het 1-0-verlies tegen Southampton op de voorlaatste speeldag. Bolton hield wel het vertrouwen in Todd. Dit vertrouwen werd beloond toen ze het seizoen daarop konden promoveren door kampioen te worden in de tweede klasse. De club behaalde dat seizoen 98 punten en scoorde 100 doelpunten. Dit seizoen was ook het laatste in Burnden Park, de laatste wedstrijd in dit stadion was een 4-1-overwinning tegen Charlton Athletic. Vanaf het seizoen 1997-98 speelt Bolton zijn thuiswedstrijden in het Reebok Stadium. Voor aanvang van dat seizoen haalde de club met aanvaller Dean Holdsworth ook een voormalig clubtopschutter van AFC Wimbledon in huis.
Bolton degradeerde op het einde van het seizoen 1997-98 uit de Premier League, op basis van het doelpuntensaldo. Het seizoen daarop haalde het de finale van de play-offs, maar verloor met 2-0 van Watford. Todd nam ontslag en werd vervangen door Sam Allardyce.

### Sam Allardyce periode (1999-2007)
In het seizoen 1999-2000 behaalde Bolton onder Allardyce de halve finales van de FA Cup, de Football League Cup en de play-offs, maar de club verloor respectievelijk van Aston Villa, Tranmere Rovers en Ipswich Town. Na het seizoen 2000-01 promoveerde Bolton naar de Premier League, nadat het de finale van de play-offs had gewonnen van Preston North End.
De daaropvolgende twee seizoenen moest Bolton vechten voor het behoud, maar het overleefde in de Premier League. Het seizoen 2001-02 begon goed voor Bolton. Leicester City werd met 0-5 verslagen op de openingsspeeldag. De twee volgende speeldagen werden ook gewonnen. Hierbij een krappe overwinning tegen Liverpool. Bolton stond zo aan de leiding van het klassement. Ondanks een memorabele 1-2-overwinning tegen Manchester United gingen de prestaties van de club vreselijk achteruit in het midden van het seizoen. Met een hattrick van Fredi Bobic tegen Ipswich Town werd het behoud verzekerd. Bolton verloor de laatste drie wedstrijden, maar de veilige zestiende plaats werd verzekerd. De komst van ervaren internationale spelers als Bobic en Youri Djorkaeff bleek van vitaal belang, net als de opkomst van Kevin Nolan en Michael Ricketts.
In het seizoen 2002-03 maakte Bolton een slechte start en ondanks een nieuw uitoverwinning tegen Manchester United bleef de club gedurende het gehele seizoen onderaan het klassement, tot de spectaculaire 2-4-overwinning tegen Leeds. Ondanks het gebrek aan samenhang kon Bolton toch het behoud verzekeren na een 2-1-overwinning tegen Middlesbrough op de laatste speeldag. De belangrijkste speler van het seizoen, Jay-Jay Okocha, was van cruciaal belang dit seizoen en zou een legende worden in het Reebok Stadium.
Bolton bereikte de League Cup finale in 2004, maar verloor van Middlesbrough. Bolton eindigde in het seizoen 2003-04 op de achtste plaats, tot dan toe hun hoogste eindklassering in de Premier League. Het seizoen 2004-05 werd op de zesde plaats beëindigd en dit leverde de kwalificatie op voor de UEFA Cup, voor het eerst in de geschiedenis van de club. In die UEFA Cup behaalde Bolton een plaatsje bij de laatste 32 teams en werd uitgeschakeld door Olympique Marseille (2-1 heen en terug). Tegen het einde van het seizoen 2006-07, in april 2007, heeft Allardyce ontslag genomen. In zijn laatste vier seizoenen bij Bolton is Allardyce erin geslaagd om telkens in de top tien te eindigen. Iets wat enkel de grote vier clubs, zijnde Chelsea, Liverpool, Arsenal en Manchester United, evenaarden.

### Gary Megson periode (2007-2009)
Allardyce werd vervangen door zijn assistent Sammy Lee, die de kwalificatie voor de UEFA Cup 2007-08 kon veilig stellen. Nadat in elf wedstrijden, slechts één daarvan werd gewonnen besloot Lee om Bolton te verlaten in oktober 2007. Hij werd vervangen door Gary Megson, die het team volledig heropbouwde. Met de £ 15 miljoen die Bolton van Chelsea ontving voor Nicolas Anelka werden Tamir Cohen, Grétar Steinsson, Matthew Taylor en Gary Cahill aangetrokken.
Megson slaagde erin met Bolton de veilige zestiende plaats in het klassement te behalen. In de UEFA Cup haalde de club het tot de laatste zestien ploegen. In de UEFA Cup speelde het gelijk tegen Bayern München en werd het de eerste Britse ploeg die Rode Ster Belgrado in Belgrado kon verslaan. Ook Atlético Madrid werd verslagen, voordat Bolton werd uitgeschakeld door Sporting Lissabon.
Onder Megson werd op 27 juni 2008 de transfer van Johan Elmander van Toulouse gerealiseerd. De speler werd voor £ 8, 2 miljoen aangetrokken en de Noorse spits Daniel Braaten werd ook in de deal betrokken, door in de omgekeerde richting de overstap te maken. Het seizoen 2008-09 begon langzaam voor Bolton. Hoewel de openingswedstrijd met 3-1 werd gewonnen van Stoke City, werden de vijf daaropvolgende wedstrijden niet gewonnen. November was zonder twijfel de beste maand met vier overwinningen uit vijf wedstrijden en met als enig verlies de wedstrijd tegen Liverpool. In januari verliet publiekslieveling Kevin Nolan de club en tekende bij Newcastle United voor een transfersom van £ 4 miljoen. Mark Davies en Sébastien Puygrenier waren de enige inkomende transfers. Ondertussen ontstonden er spanningen tussen Megson en de supporters nadat hij deze 'zielig' had genoemd. Dit was een belangrijke factor bij zijn uiteindelijke ontslag. De rest van het seizoen volgden er gemengde resultaten, maar Bolton eindigde op de dertiende plaats met 41 punten.
In de zomer werden Sean Davis, Lee Chung-Yong, Zat Knight, Paul Robinson (geleend van West Bromwich Albion) en Ivan Klasnić (geleend van FC Nantes) aangetrokken. In het seizoen 2009-10 werd in de eerste achttien wedstrijden slechts vier winnend afgesloten.
Op 30 december 2009 kondigde Bolton aan dat Megson was ontslagen door de club door de tegenvallende resultaten. Zijn laatste wedstrijd, de avond voor zijn ontslag, was een 2-2 gelijkspel tegen Hull City, na een 2-0-voorsprong. Op 8 januari 2010 werd Owen Coyle als opvolger aangeduid.

### Owen Coyle periode (2010-2012)
Coyles eerste wedstrijd als trainer werd een 2-0 nederlaag tegen Arsenal, maar de volgende wedstrijd tegen zijn vroegere werkgever, Burnley, werd gewonnen. Tijdens de transferperiode in januari versterkt Coyle de ploeg met Stuart Holden en met de gehuurde spelers Jack Wilshere (van Arsenal) en Vladimír Weiss (van Manchester City). Coyle leidde Bolton naar de veertiende plaats met 39 punten.
In de zomer van 2010 werd de ploeg versterkt met Martin Petrov (Manchester City), Robbie Blake (Burnley), Marcos Alonso (Real Madrid), Ivan Klasnić (Nantes), Tom Eaves (Oldham) en Rodrigo Moreno (SL Benfica).
Op 10 november 2010 kondigde de club een verlies van £ 35,4 miljoen voor het jaar eindigend op 30 juni 2010 met een schuldenberg die reeds oploopt tot £ 93 miljoen.
Tijdens de transferperiode in januari tekende David Wheater (Middlesbrough) voor een transfersom van £ 2,3 miljoen en werd Daniel Sturridge van Chelsea geleend tot het einde van het seizoen.
In de FA Cup 2010-11 versloeg Bolton op weg naar de halve finale onder andere York City, Wigan Athletic, Fulham en Birmingham City. In de halve finale werd met 5-0 verloren van Stoke City. Voor deze nederlaag nam Bolton het daaropvolgend seizoen wraak door op 6 november 2011 Stoke met 5-0 te verslaan in de competitie. In het seizoen 2010-11 stond Bolton voornamelijk in de bovenste helft van het klassement, maar door een reeks van vijf opeenvolgende nederlagen aan het einde van het seizoen, eindigde de club op een veertiende plaats.
In de zomer van 2011 verlieten flink wat spelers de club, onder wie Johan Elmander, Tamir Cohen, Joey O’Brien, Jlloyd Samuel, Ali Al Habsi en Matthew Taylor. Er werden ook heel wat spelers aangetrokken, zoals onder andere Darren Pratley, Nigel Reo-Coker, Chris Eagles, Tyrone Mears en David N’Gog. Tuncay Şanlı (VfL Wolfsburg) en Dedryck Boyata (Manchester City) werden gehuurd. Bolton startte het seizoen 2011-12 met slechts één overwinning in de eerste zes wedstrijden. De prestaties verbeterden gaandeweg het seizoen en in januari verliet Bolton de degradatiezone. In de transferperiode van januari werd Gary Cahill voor £ 7 miljoen verkocht aan Chelsea. Met dit geld werd verdediger Tim Ream (New York Red Bulls) en aanvaller Marvin Sordell (Watford) aangetrokken. Daarnaast werd Ryo Miyaichi van Arsenal gehuurd tot het einde van het seizoen.
Op 17 maart 2011 kreeg speler Fabrice Muamba een hartstilstand tijdens de FA Cup-wedstrijd tegen Tottenham Hotspur in het White Hart Lanestadion. Muamba was in kritieke toestand.
Op 13 mei 2012 was de degradatie uit de Premier League een feit, nadat op de laatste speeldag met 2-2 werd gelijkgespeeld tegen Stoke City.

### Financiële zorgen (2012–)
In de nasleep van de degradatie maakte voorzitter Phil Gartside bekend dat de loonlast gehalveerd diende te worden om de financiële zorgen van de club te verlichten. Aanvaller Ivan Klasnić en verdediger Mark Connolly waren de eersten die de club verlieten. Op 9 oktober 2012 werd Coyle ontslagen vanwege slechte prestaties in de Championship, op 23 oktober werd hij opgevolgd door Dougie Freedman. Hij kwam over van Crystal Palace.
In het seizoen 2015/16 ontvingen de spelers van Bolton geen salaris in de maand november, omdat de financieel noodlijdende club nog geen nieuwe eigenaar had gevonden. Bolton maakte eerder dat jaar bekend een schuld te hebben van circa 245 miljoen euro. Trevor Birch, eerder betrokken bij overnames van onder meer Chelsea en Leeds United, werd aangesteld om het bestuur te adviseren bij het vinden van een nieuwe geldschieter. Bokser Amir Khan en voormalig Bolton-spits Dean Holdsworth werden, gesteund door een consortium, genoemd als potentiële overnamekandidaten. Uiteindelijk eindigde Bolton op de 24ste en laatste plaats, waardoor degradatie naar de Football League One een feit was.

## Erelijst
- FA Cup (4x)

1923, 1926, 1929, 1958
- Football League Trophy (2x)

1989, 2023

## Overzichtslijsten

### Eindklasseringen vanaf 1946/47
- 1947 18e
First Division
- 1948 17e
First Division
- 1949 14e
First Division
- 1950 16e
First Division
- 1951 8e
First Division
- 1952 5e
First Division
- 1953 14e
First Division
- 1954 5e
First Division
- 1955 18e
First Division
- 1956 8e
First Division
- 1957 9e
First Division
- 1958 15e
First Division
- 1959 4e
First Division
- 1960 6e
First Division
- 1961 18e
First Division
- 1962 11e
First Division
- 1963 18e
First Division
- 1964 21e
First Division
- 1965 3e
Second Division
- 1966 9e
Second Division
- 1967 9e
Second Division
- 1968 12e
Second Division
- 1969 17e
Second Division
- 1970 16e
Second Division
- 1971 22e
Second Division
- 1972 7e
Third Division
- 1973 1e
Third Division
- 1974 11e
Second Division
- 1975 10e
Second Division
- 1976 4e
Second Division
- 1977 4e
Second Division
- 1978 1e
Second Division
- 1979 17e
First Division
- 1980 22e
First Division
- 1981 18e
Second Division
- 1982 19e
Second Division
- 1983 22e
Second Division
- 1984 10e
Third Division
- 1985 17e
Third Division
- 1986 18e
Third Division
- 1987 21e
Third Division
- 1988 3e
Fourth Division
- 1989 10e
Third Division
- 1990 6e
Third Division
- 1991 4e
Third Division
- 1992 13e
Third Division
- 1993 2e
Second Division
- 1994 14e
First Division
- 1995 3e
First Division
- 1996 20e
Premier League
- 1997 1e
First Division
- 1998 18e
Premier League
- 1999 6e
First Division
- 2000 6e
First Division
- 2001 3e
First Division
- 2002 16e
Premier League
- 2003 17e
Premier League
- 2004 8e
Premier League
- 2005 6e
Premier League
- 2006 8e
Premier League
- 2007 7e
Premier League
- 2008 16e
Premier League
- 2009 13e
Premier League
- 2010 14e
Premier League
- 2011 14e
Premier League
- 2012 18e
Premier League
- 2013 7e
Championship
- 2014 14e
Championship
- 2015 18e
Championship
- 2016 24e
Championship
- 2017 2e
League One
- 2018 21e
Championship
- 2019 23e
Championship
- 2020 23e
League One
- 2021 3e
League Two
- 2022 9e
League One
- 2023 5e
League One
- 2024 3e
League One
- 2025 8e
League One

- First Division
- Second Division
- Third Division
- Fourth Division
- Premier League
- Championship
- League One
- League Two

ⓘ In 1992 invoering van de Premier League en opheffing van de Fourth Division; in 2004 opheffing van de First, Second en Third Division.

### Bolton in Europa
Uitslagen vanuit gezichtspunt Bolton Wanderers
| Seizoen                                                     | Competitie | Ronde        | Land                     | Club                      | Totaalscore | 1e W    | 2e W    | PUC  |
| ----------------------------------------------------------- | ---------- | ------------ | ------------------------ | ------------------------- | ----------- | ------- | ------- | ---- |
| 2005/06                                                     | UEFA Cup   | 1R           | Vlag van Bulgarije       | Lokomotiv Plovdiv         | 4-2         | 2-1 (T) | 2-1 (U) | 10.0 |
|                                                             |            | Groep H      | Vlag van Turkije         | Beşiktaş JK               | 1-1         | 1-1 (U) |         | 10.0 |
|                                                             |            | Groep H      | Vlag van Rusland         | Zenit Sint-Petersburg     | 1-0         | 1-0 (T) |         | 10.0 |
|                                                             |            | Groep H      | Vlag van Portugal        | Vitória Guimarães         | 1-1         | 1-1 (U) |         | 10.0 |
|                                                             |            | Groep H (3e) | Vlag van Spanje          | Sevilla FC                | 1-1         | 1-1 (T) |         | 10.0 |
|                                                             |            | 3R           | Vlag van Frankrijk       | Olympique Marseille       | 1-2         | 0-0 (T) | 1-2 (U) | 10.0 |
| 2007/08                                                     | UEFA Cup   | 1R           | Vlag van Noord-Macedonië | Rabotnički Kometal Skopje | 2-1         | 1-1 (U) | 1-0 (T) | 12.0 |
|                                                             |            | Groep F      | Vlag van Portugal        | Sporting Braga            | 1-1         | 1-1 (T) |         | 12.0 |
|                                                             |            | Groep F      | Vlag van Duitsland       | FC Bayern München         | 2-2         | 2-2 (U) |         | 12.0 |
|                                                             |            | Groep F      | Vlag van Griekenland     | Aris Saloniki             | 1-1         | 1-1 (T) |         | 12.0 |
|                                                             |            | Groep F (3e) | Vlag van Servië          | Rode Ster Belgrado        | 1-0         | 1-0 (U) |         | 12.0 |
|                                                             |            | 3R           | Vlag van Spanje          | Atlético Madrid           | 1-0         | 1-0 (T) | 0-0 (U) | 12.0 |
|                                                             |            | 1/8          | Vlag van Portugal        | Sporting Lissabon         | 1-2         | 1-1 (T) | 0-1 (U) | 12.0 |
| Totaal aantal behaalde punten voor UEFA coëfficiënten: 22.0 |            |              |                          |                           |             |         |         |      |

Zie ook:
- Deelnemers UEFA-toernooien Engeland
- Ranglijst van alle clubs die in de diverse Europa Cups zijn uitgekomen

## Bekende (oud-)spelers

### Nederlanders
- Fabian de Freitas
- Riga Mustapha
- Richard Sneekes
- Yanic Wildschut

### Belgen
- Dedryck Boyata
- Steve De Ridder

### Spanjaarden
- Marcos Alonso
- Mikel Alonso
- Iván Campo
- Fernando Hierro
- César Martín

### Overig
- Bülent Akın
- Sam Allardyce
- Nicolas Anelka
- Jared Borgetti
- Vincent Candela
- Simon Charlton
- El Hadji Diouf
- Khalilou Fadiga
- Youri Djorkaeff
- Quinton Fortune
- Roy Greaves
- Eddie Hopkinson
- Mário Jardel
- Claus Jensen
- Gaël Kakuta
- Ivan Klasnić
- Nat Lofthouse
- Jim McDonagh
- John McGinlay
- Hidetoshi Nakata
- Phil Neal
- Jay-Jay Okocha
- Tuncay Şanlı
- Gary Speed
- Frank Worthington